# Sismologia lunar

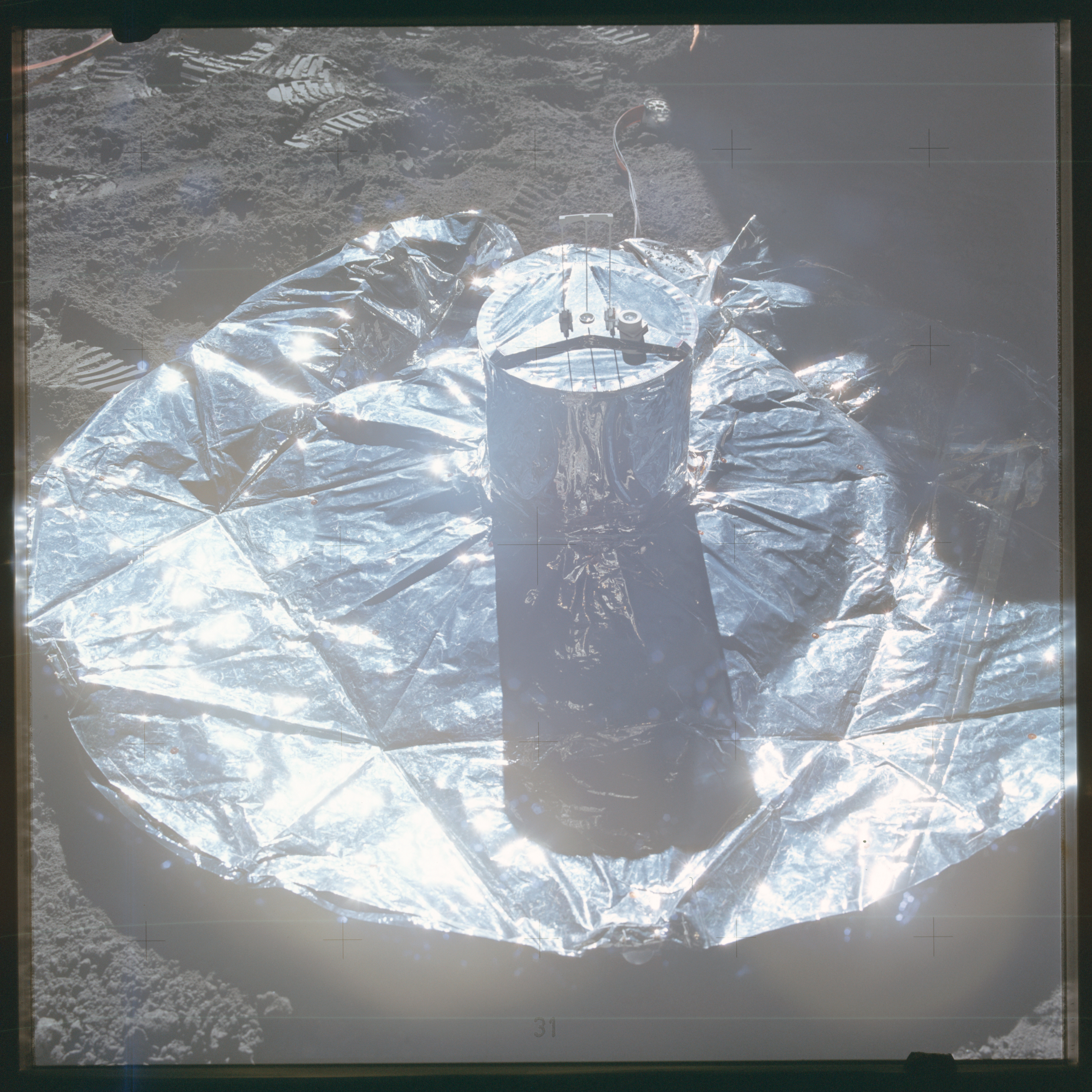
Sismòfraf situat a la superfície de la Lluna per la missió Apollo 15.

Els estudis de sismologia lunar són utilitzats per científics, enginyers i artistes per a diversos fins, incloent:
- Aprendre sobre l'evolució de la Lluna i la Terra
- Entendre la sismologia terrestre amb estudis comparatius
- Obtindre coneixements sobre terratrèmols lunars per marea o altres orígens d'aquestes forces (ja que es pensa que la Lluna no té plaques tectòniques)
- Avançar en el camp de la selenografia (la geografia de la Lluna)

## Història
Es van instal·lar diversos sistemes de mesura sismogràfics a la Lluna i les seves dades estan des de llavors disponibles per als científics (com el Apollo Lunar Surface Experiments Package).
L'existència dels terratrèmols lunars va ser un descobriment inesperat dels sismòmetres posats a la Lluna pels astronautes Apollo des de 1969 fins al 1972. Els instruments col·locats per les missions Apollo 12, 14, 15 i 16 van ser funcionals fins que es van apagar el 1977. No es creu que els terratrèmols lunars són causats pel moviment de plaques tectòniques (com els terrestres), sinó per forces de marea entre la Terra i la Lluna. Algunes dades esperen aclarir els orígens i els efectes de les forces que causen els sismes.